# Stanisław Wyspiański
Stanisław Mateusz Ignacy Wyspiański, en français Stanislas Wyspianski, né le 15 janvier 1869 à Cracovie et mort le 28 novembre 1907 dans la même ville, est un artiste total : peintre, dessinateur, poète, dramaturge, scénographe, designer et metteur en scène polonais, dont la carrière s'est déroulée dans sa ville natale, alors sous l'autorité de l'Autriche.
Figure de proue du mouvement Jeune Pologne, Wyspianski est un des artistes européens les plus prolifiques et les plus remarquables de son époque. Il est particulièrement réputé pour les vitraux réalisés dans plusieurs institutions de Cracovie.
En tant que dramaturge, il a été un grand réformateur de la scène polonaise de la fin du XIXe siècle et du début du XXe siècle. Il est notamment le premier à avoir mis en scène Les Aïeux d'Adam Mickiewicz.

## Biographie

### Origines familiales et jeunesse
Fils de Franciszek Wyspiański et de Maria, née Rogowska, Stanisław Wyspiański est né en 1869 à Cracovie, ville qui avait été annexée par l'Autriche en 1846.
À l'âge de sept ans, il perd sa mère, emportée par la tuberculose. Son père étant un modeste sculpteur ayant du mal à s'occuper de lui, le jeune Stanisław est placé en 1880 chez son oncle Kazimierz Stankiewicz et son épouse Janina. Ils n'ont pas d'enfant et le traitent comme leur propre fils. Les Stankiewicz sont des gens très cultivés. Jan Matejko, Józef Szujski, Karol Estreicher (en) et Władysław Łuszczkiewicz sont des habitués de la maison et Wyspiański y reçoit une très solide éducation.
Durant ses études secondaires au lycée Sainte-Anne[Lequel ?], où il obtient son baccalauréat en 1887, il se lie d’amitié avec Józef Mehoffer, Lucjan Rydel, Stanisław Estreicher, Henryk Opieński et Jerzy Żuławski.

### Formation supérieure: Cracovie et Paris
Wyspiański suit ensuite des cours à l'université Jagellonne et à l'École des beaux-arts de Cracovie, dirigée par Jan Matejko. Le vieux professeur permet à son jeune et talentueux étudiant de participer à la réalisation des polychromies de l'église Mariacki de Cracovie, alors en rénovation.
De 1890 à 1894, Wyspiański voyage et travaille à l'étranger. Il visite l’Allemagne, l’Italie et la Suisse.
Bénéficiant d’une bourse de l’École des beaux-arts de Cracovie, il séjourne aussi en France où il étudie avec son ami Józef Mehoffer à l'Académie Colarossi. Il y rencontre Władysław Ślewiński, Paul Gauguin et les peintres nabis et est fortement influencé par la peinture de Pierre Puvis de Chavannes. Il s'intéresse également au théâtre et fréquente la Comédie-Française et l'Opéra de Paris.

### Réalisations comme vitrailliste (1894-1898)

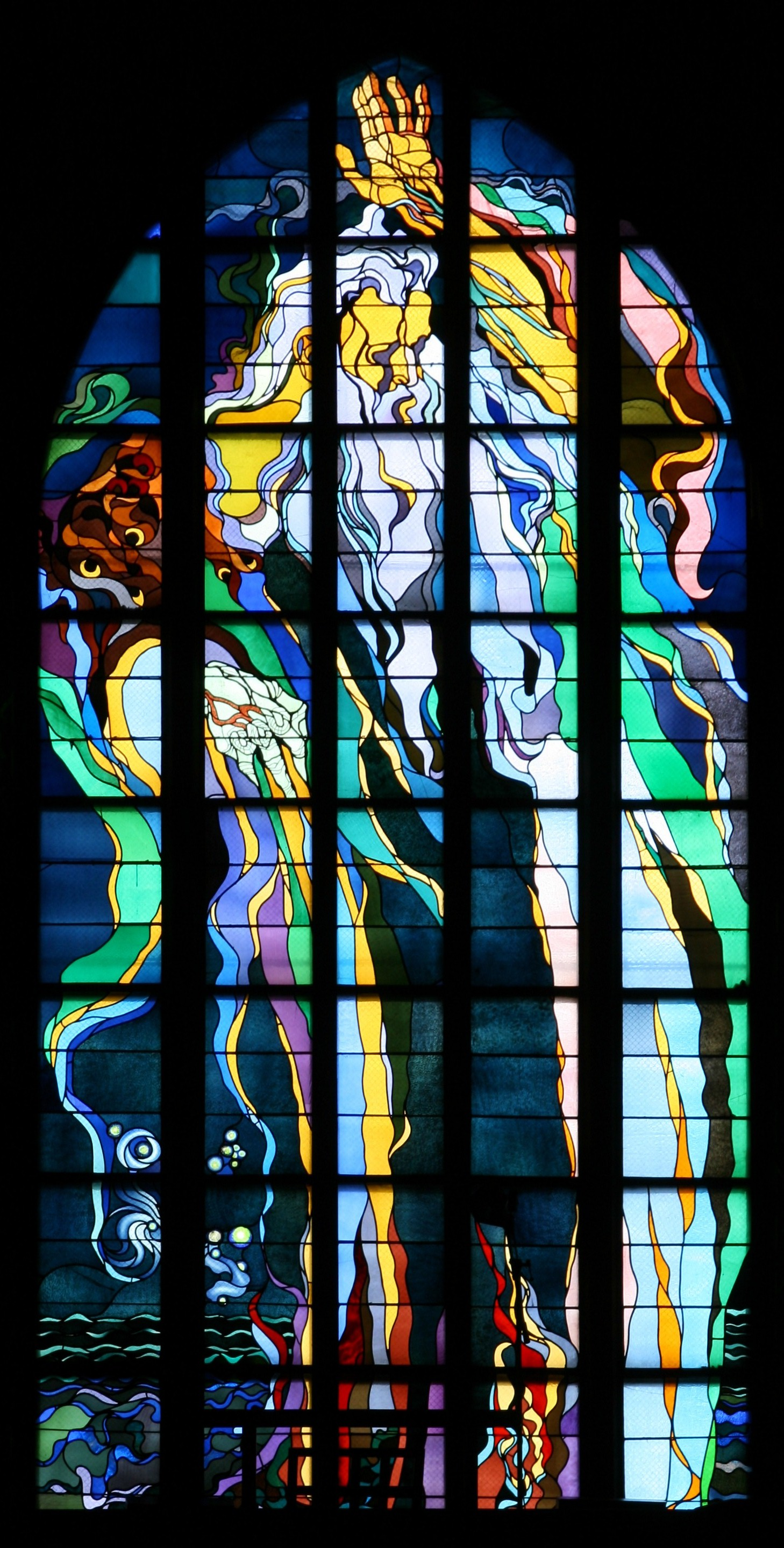
Vitrail Création du monde à l'église des Franciscains à Cracovie.

De retour en Pologne, Wyspiański s'installe à Cracovie, qu'il ne quittera plus, et collabore à la revue moderniste Życie (en) de Stanisław Przybyszewski.
Il réalise des vitraux pour l'église des Franciscains à Cracovie, qui sont considérés aujourd'hui comme les plus beaux qui aient été réalisés à l'époque de la Jeune Pologne. Il s'agit de saint François, Salomé et des quatre éléments, le tout entouré de la polychromie de motifs floraux aux couleurs intenses, éclairés de rayons de soleil qui donnent au lieu une dimension mystique. Le plus célèbre vitrail de Wyspiański dans cette église est celui de la nef principale, placé au-dessous de la porte d'entrée : « Création du monde ».
C'est en travaillant sur la polychrome des Franciscains que Wyspiański rencontre sa future épouse, Teodora Teofila Pytko, une simple paysanne qui y travaille comme apprentie maçon. Le mariage a lieu en 1900 et ils auront trois enfants. Mais pour la famille Wyspiański, ce mariage est une mésalliance et elle rompt toutes relations avec le couple.
Wyspiański remporte le prix de l'Académie de Cracovie pour les paysages avec le tertre Kościuszko et poursuit son travail dans le domaine des vitraux. Apollo entravé, vitrail ornant l'escalier du siège de l'Association des médecins de Cracovie, fait partie de ses plus belles œuvres.

### Réalisations picturales
En 1898, Wyspiański apprend qu'il est atteint de la syphilis, une maladie incurable à l'époque. Il vit désormais avec la perspective d'une mort imminente. Il crée donc dans la hâte et ne peut plus entreprendre de travaux nécessitant d'efforts physiques. À cela s'ajoute un souci d'argent permanent.
Sa pratique du pastel est partiellement dictée par une facteur économique : un portrait au pastel est beaucoup moins cher qu'une peinture à l'huile de même format, et si un portrait à l'huile nécessite une semaine de travail, un pastel ne demande que quelques heures. L'artiste fait des portraits de commande, mais peint aussi son entourage : son épouse, ses enfants, ses amis Lucjan Rydel, Stanisław et Dagny Przybyszewskis, Jacek Malczewski. Il adore dessiner des portraits d'enfants et réalise aussi plusieurs autoportraits.

### Activités comme dramaturge (1898-1905)
Il travaille également pour le nouveau Théâtre municipal de Cracovie pour lequel il conçoit le mobilier et la scénographie pour les représentations théâtrales. Plus tard, il y mettra en scène ses propres spectacles ainsi que les œuvres les plus importantes du répertoire polonais.

#### La Varsovienne
Il fait ses débuts en tant que dramaturge et metteur en scène en novembre 1898 avec La Varsovienne, pièce relative à l'insurrection polonaise de 1830-1831. L’artiste pense au-delà du texte et compose l'espace avec précision. La scénographie joue un rôle crucial dans la création de l'ensemble. Les fenêtres placées dans la paroi arrière de la scène dirigent l'attention des personnages du drame et des spectateurs sur ce qui se passe dans les profondeurs, hors de la scène. Wyspiański crée également un décor original, blanc-noir-or, dont le clavicorde et le buste de Napoléon placés au centre de la scène participent à l'action. La chanson-titre La Varsovienne est un leitmotiv et l'un des principaux héros du drame. La première a lieu le 2 juillet 1901 au théâtre de Lwów avec une actrice célèbre Helena Modrzejewska dans le rôle de Maria. Wyspiański lui consacrera un des plus beaux poèmes de la littérature polonaise sur l'art de jouer, publié dans l'Étude de Hamlet en 1905.
Wyspiański révolutionne et rénove entièrement le théâtre polonais, qu'il rêve total « immense, intégrant toutes les formes d'expression artistique ». Il est également conscient du rôle que joue l'art dans la formation de l'imaginaire collectif. De son riche et audacieux héritage scénique se détachent surtout deux pièces : Les Noces et La Délivrance.

#### Le Noces
Le drame Les Noces (1901) est inspiré par le mariage de son ami Lucjan Rydel qui a lui aussi épousé une paysanne, Jadwiga Mikołajczykówna, sœur cadette de la femme du peintre Włodzimierz Tetmajer (en).
Au mariage, les bourgeois, les bohémiens et les villageois se mêlent sans se comprendre. Le drame montre une image amère de la société polonaise impuissante, victime d'un triple esclavage : de l'oppression politique, de l'inertie de la tradition nationale et de l'attitude sceptique et attentiste de l'intelligentsia. Satire des intellectuels naïfs et décadents et des bourgeois mesquins et démystification du paysan idéalisé, les Noces mélange de la réalité, du symbole et du rêve.
Pour la première fois dans le théâtre polonais, tous les éléments artistiques la composition scénique — les décors, le mouvement des acteurs, la musique et la lumière — concourent à créer et moduler l'ambiance et participent à la construction de la tension dramatique. La dernière scène est conçue comme une symbolique et poignante image du cinéma muet où seuls le mouvement et la mélodie expriment interpellent les spectateurs. Publié en avril 1901 à Cracovie, le drame devint immédiatement l'objet de nombreuses analyses et discussions. La censure russe interdit la vente et la représentation de la pièce dans la partie polonaise occupée par l'empire tsariste.

#### LesAïeuxde Mickiewicz
Après le succès Des Noces, Wyspiański s'attaque au monument de la littérature romantique polonaise, Les Aïeux d'Adam Mickiewicz.
La première a lieu le 31 octobre 1901. C'est la première mise en scène de ce drame au théâtre et le premier exemple dans l'histoire du théâtre polonais de création d'un drame romantique. Au cours des vingt années suivantes, le drame de Mickiewicz dans l'adaptation de Wyspiański est joué dans les théâtres de toute la Pologne. Ce spectacle marque la naissance d'une mise en scène moderne.

#### La Délivrance
La Délivrance (1903) revient sur le sujet de l'insurrection de 1830 avec une réflexion amère sur le destin de la nation polonaise.
Dans ce drame, le personnage principal, Konrad, porte le même nom que le héros des Aïeux de Mickiewicz. Il doit affronter la Muse, le Génie, le Primat et le Vieillard dans un combat d'images où vingt masques qui sont les qualités et les défauts de la Pologne historique viennent l'un après l'autre tenter ou effrayer le héros.

### Dernières années (1905-1907)
En 1905, Wyspiański est élu au conseil municipal de Cracovie, mais sa santé se détériore gravement.
Peu de temps avant sa mort, il déménage avec sa famille dans un village peu éloigné de Cracovie, Węgrzyce, où ses amis et admirateurs, Stefan Żeromski, Władysław Reymont, Leopold Staff, Irena Solska lui rendent visite.
Son dernier drame Zygmunt August est rédigé par sa tante, car le poète ne peut plus se servir d'un crayon.
Il meurt le 28 novembre 1907 de la syphilis dans la maison de soins du docteur Maksymilian Rutkowski. Ses funérailles sont un jour de deuil pour toute la nation polonaise.
Wyspiański est inhumé dans la crypte des Grands Hommes de l’église de Skałka.

## Œuvres dramatiques
Voici une liste des œuvres de Stanisław Wyspiański.

### En polonais
- 1897 : Meleager [Méléagre]
- 1899 : Legenda I [Légende I]
- 1898 : Warszawianka [La Varsovienne]
- 1899 : Protesilas i Laodamia
- 1899 : Klątwa  [La Malédiction]
- 1899 : Lelewel [Lelewel]
- 1900 : Legion [La Légion]
- 1901 : Legenda II [Légende II]
- 1901 : Noc listopadowa [La Nuit de novembre]
- 1901 : Wesele [Les Noces], pièce portée à l'écran par Andrzej Wajda en 1973 (Les Noces)
- 1903 : Bolesław Śmiały [Boleslas le Hardi]
- 1903 : Achilleis [Achille]
- 1903 : Wyzwolenie [Délivrance]
- 1904 : Akropolis [L'Acropole]
- 1906 : Skałka [La Roche[10]]
- 1907 : Sędziowie [Les Juges]
- 1907 : Powrót Odysa  [Le Retour d'Ulysse]
- 1907 : Zygmunt August [Sigismond Auguste], inachevée

### Publiées en français
- La Nuit de novembre, adaptation radiophonique de J.-L. Mignon, 1947 [BnF : FRBNF40891296].

## Galerie (peintures)

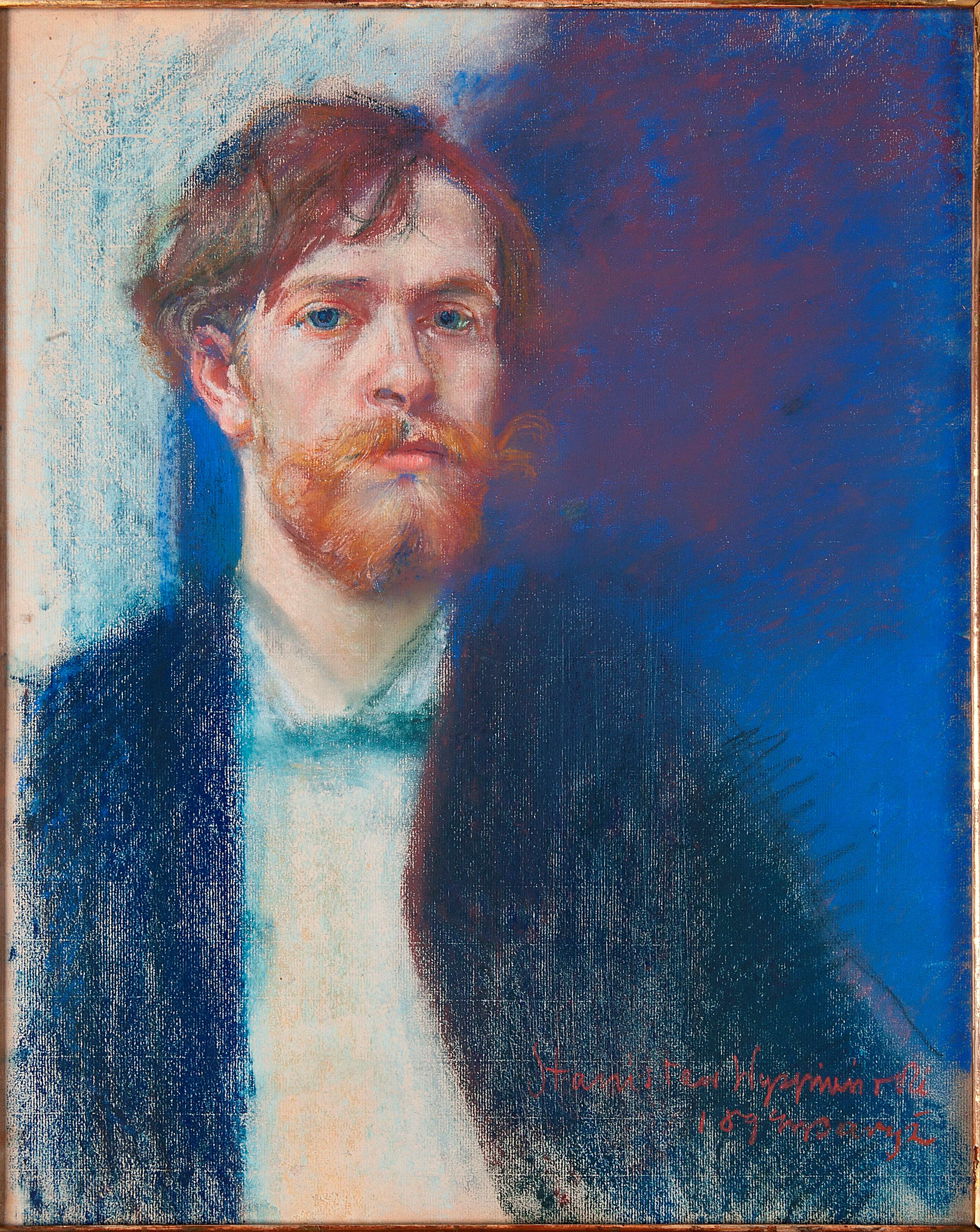
Autoportrait 1894.
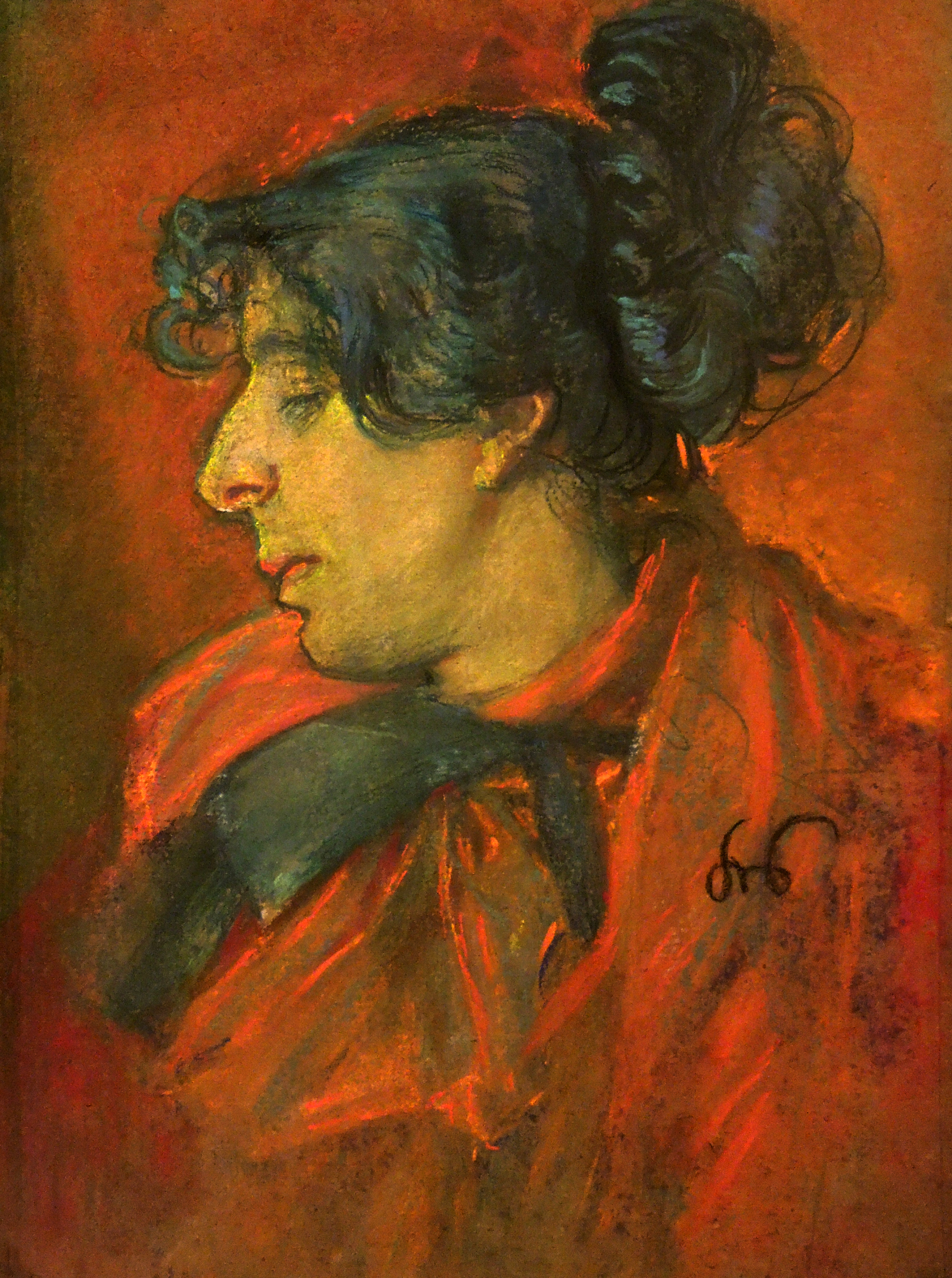
Parisienne.
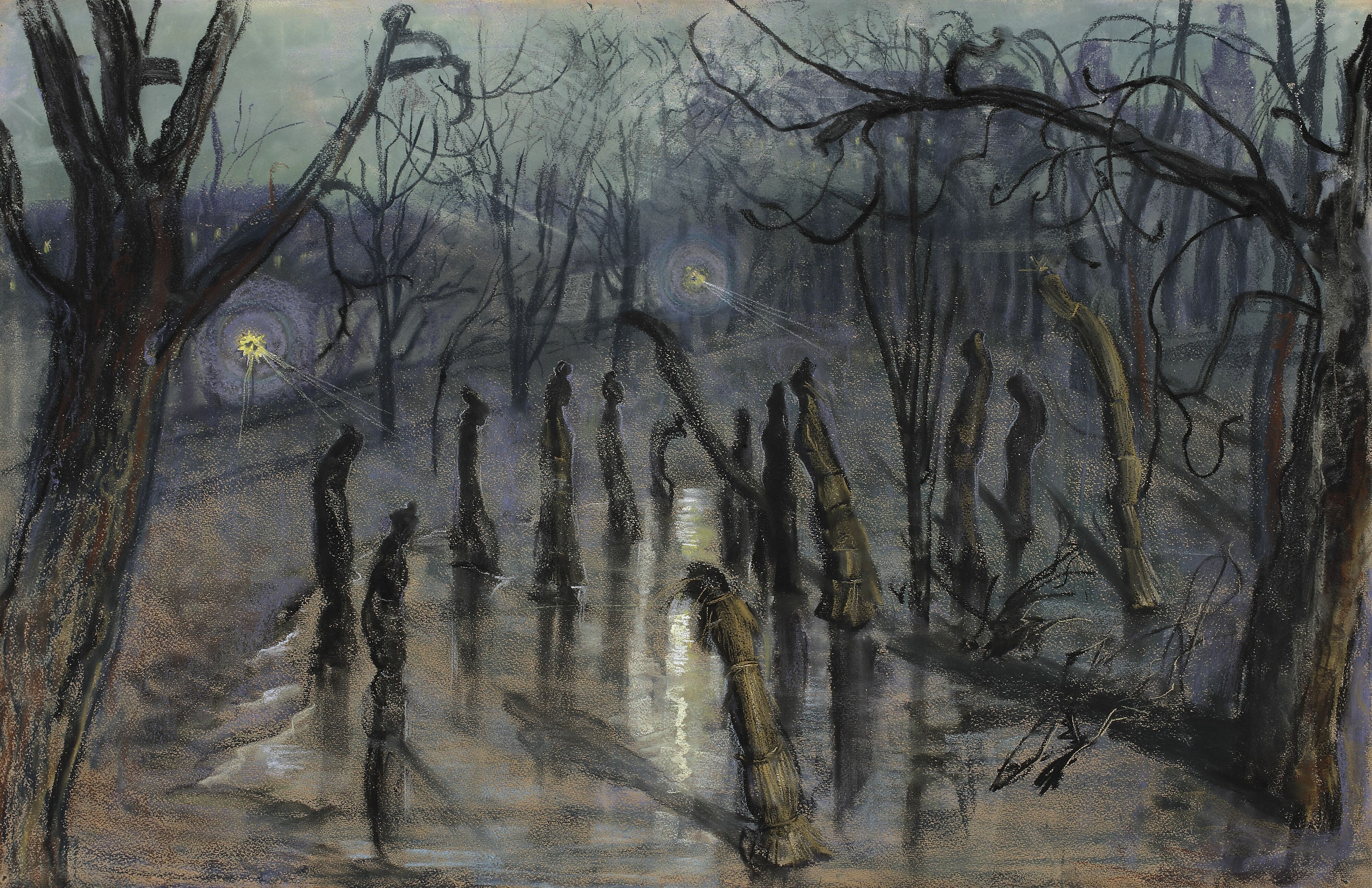
Parc Planty de Cracovie, la nuit, 1898-99.
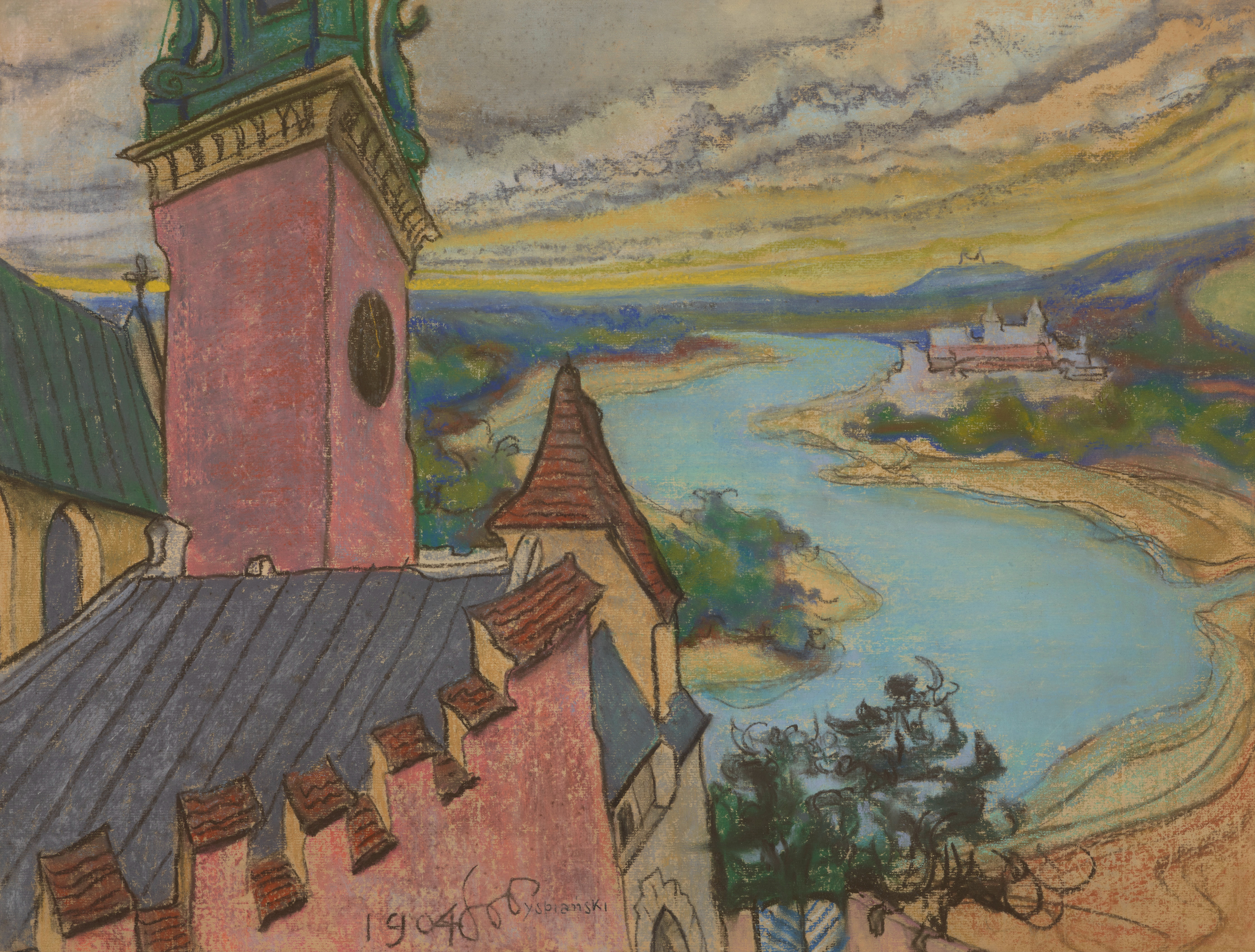
Courbes de la Vistule et le château du Wawel, 1904.
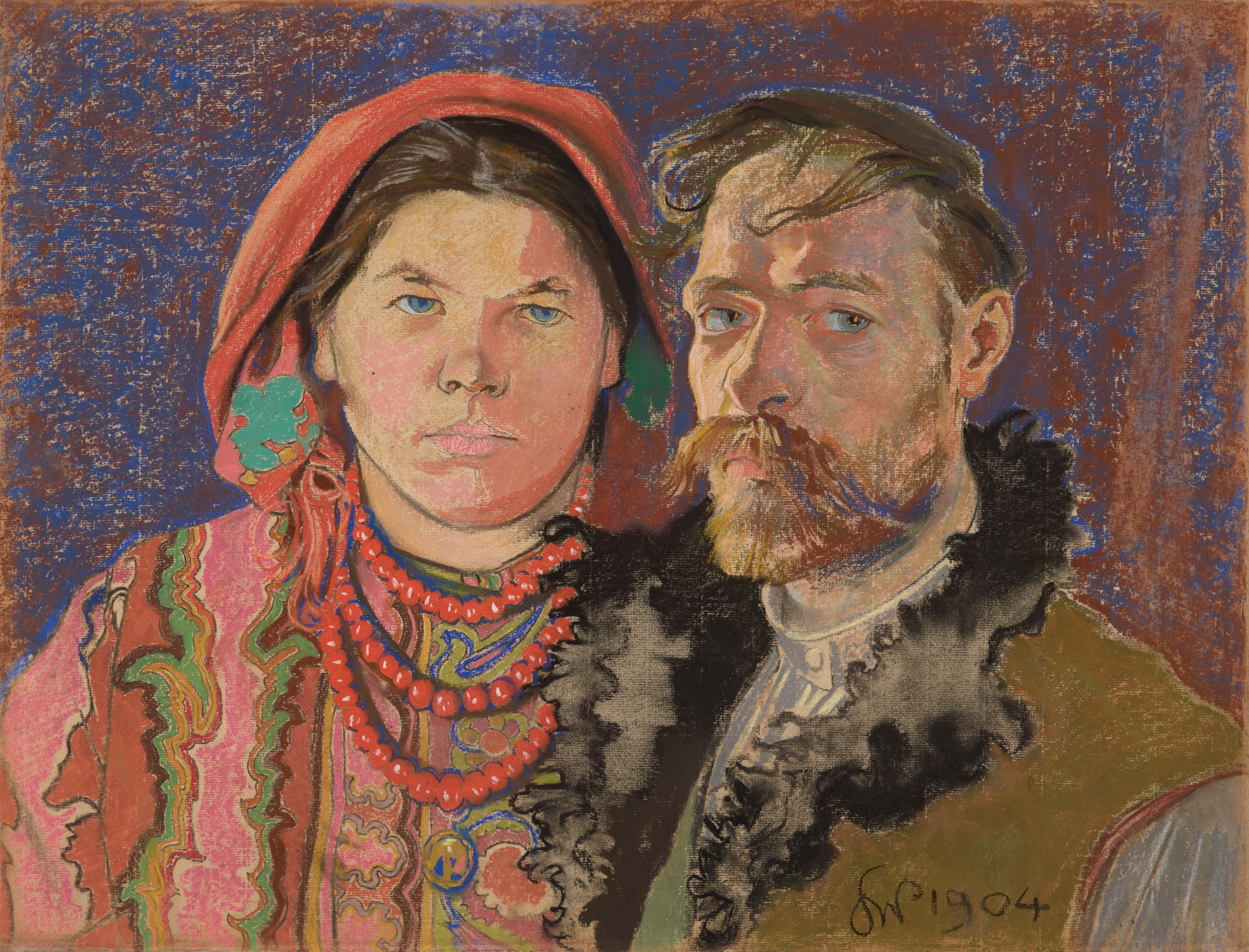
Autoportrait avec sa femme.
Maternité, 1905.
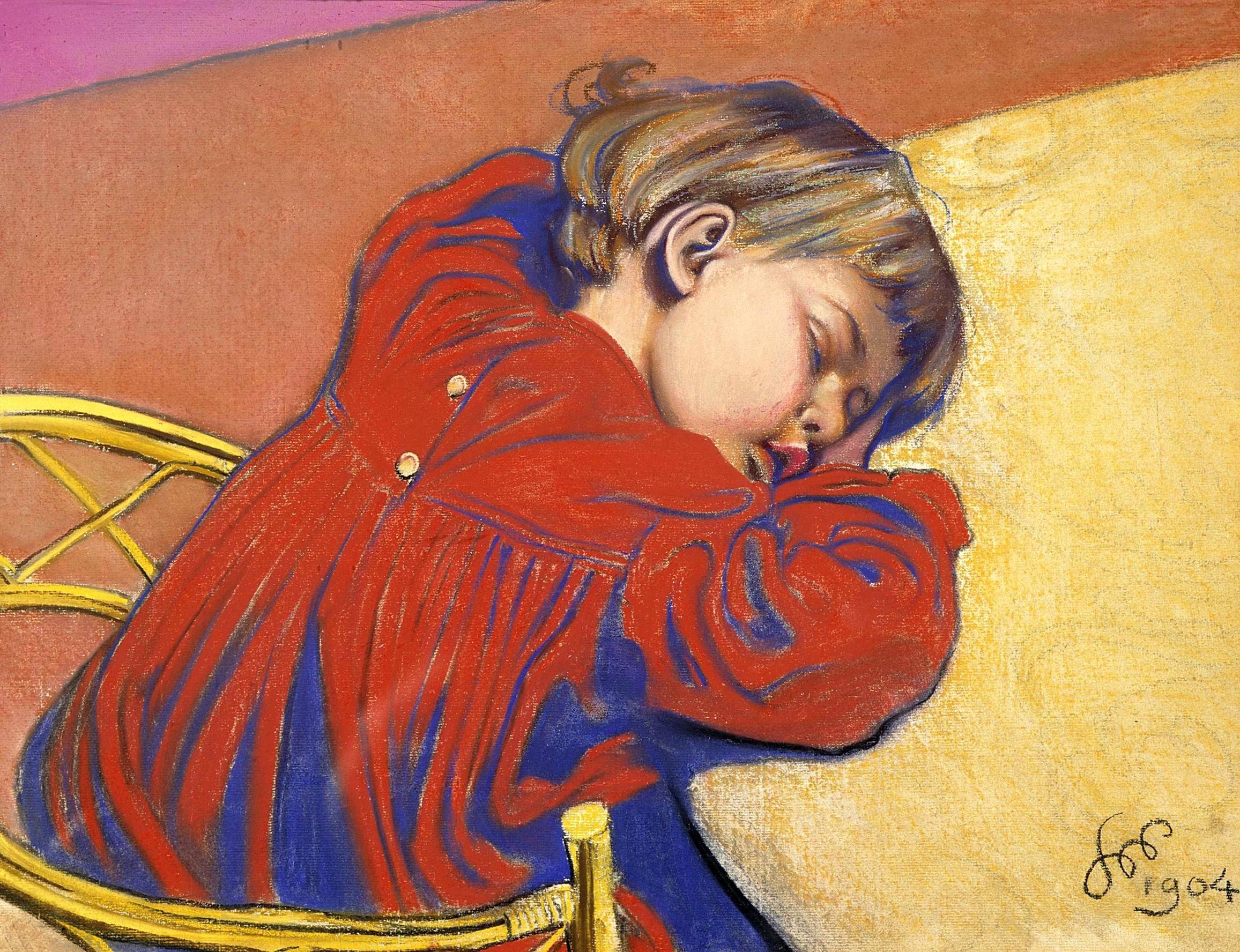
Staś (son fils) dormant, 1904.
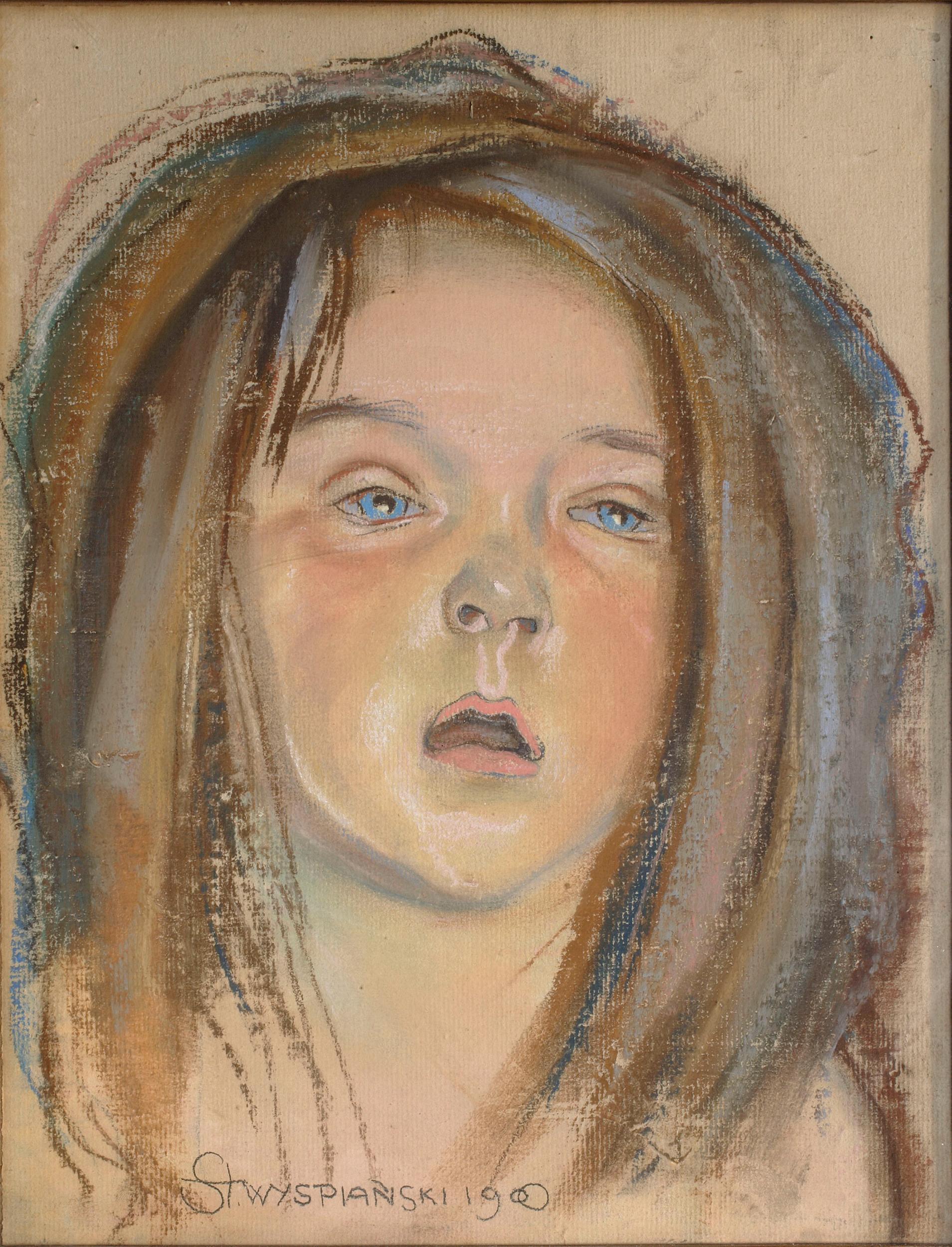
Portrait de Helenka (sa fille).
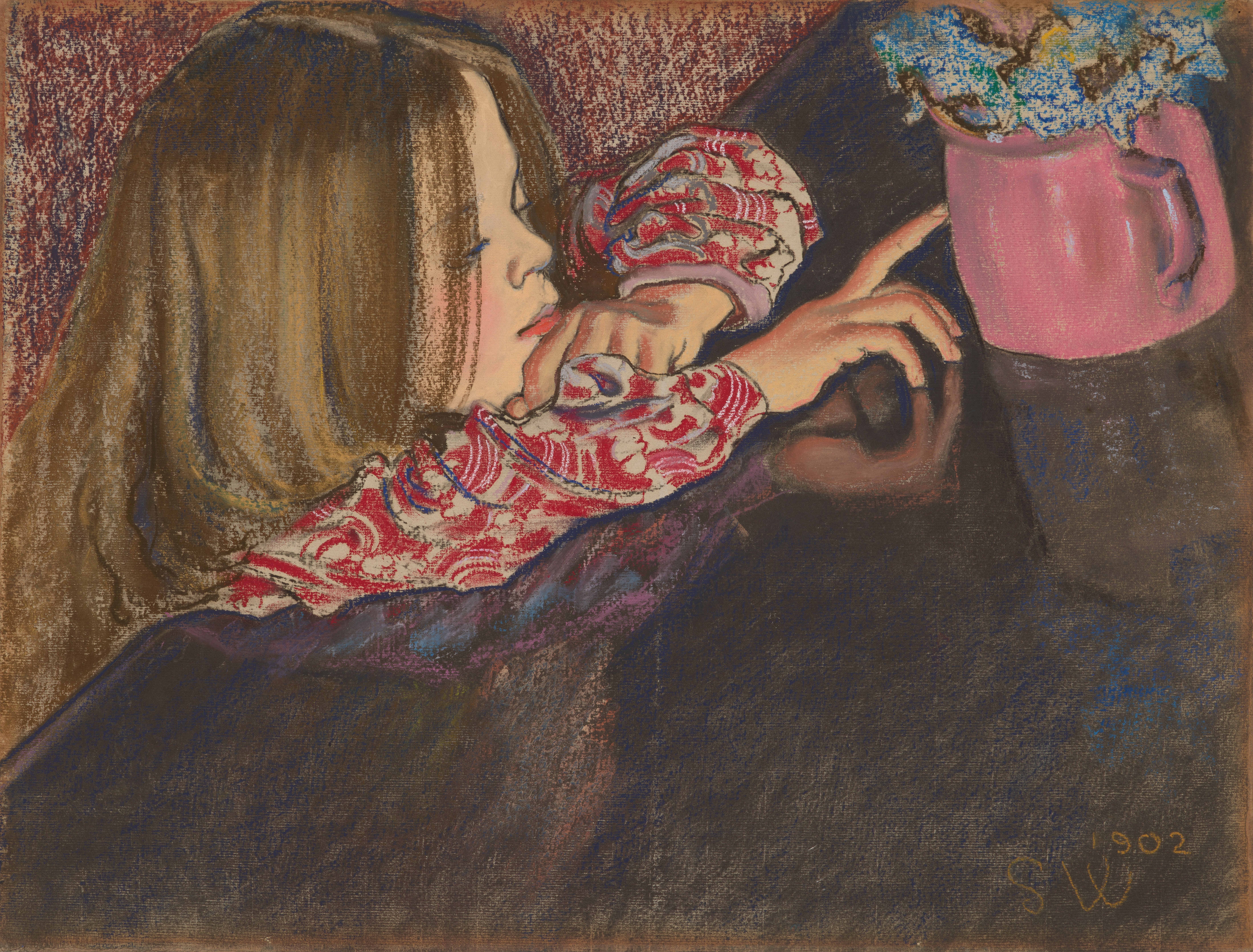
Enfant avec un vase avec des fleurs, 1902.
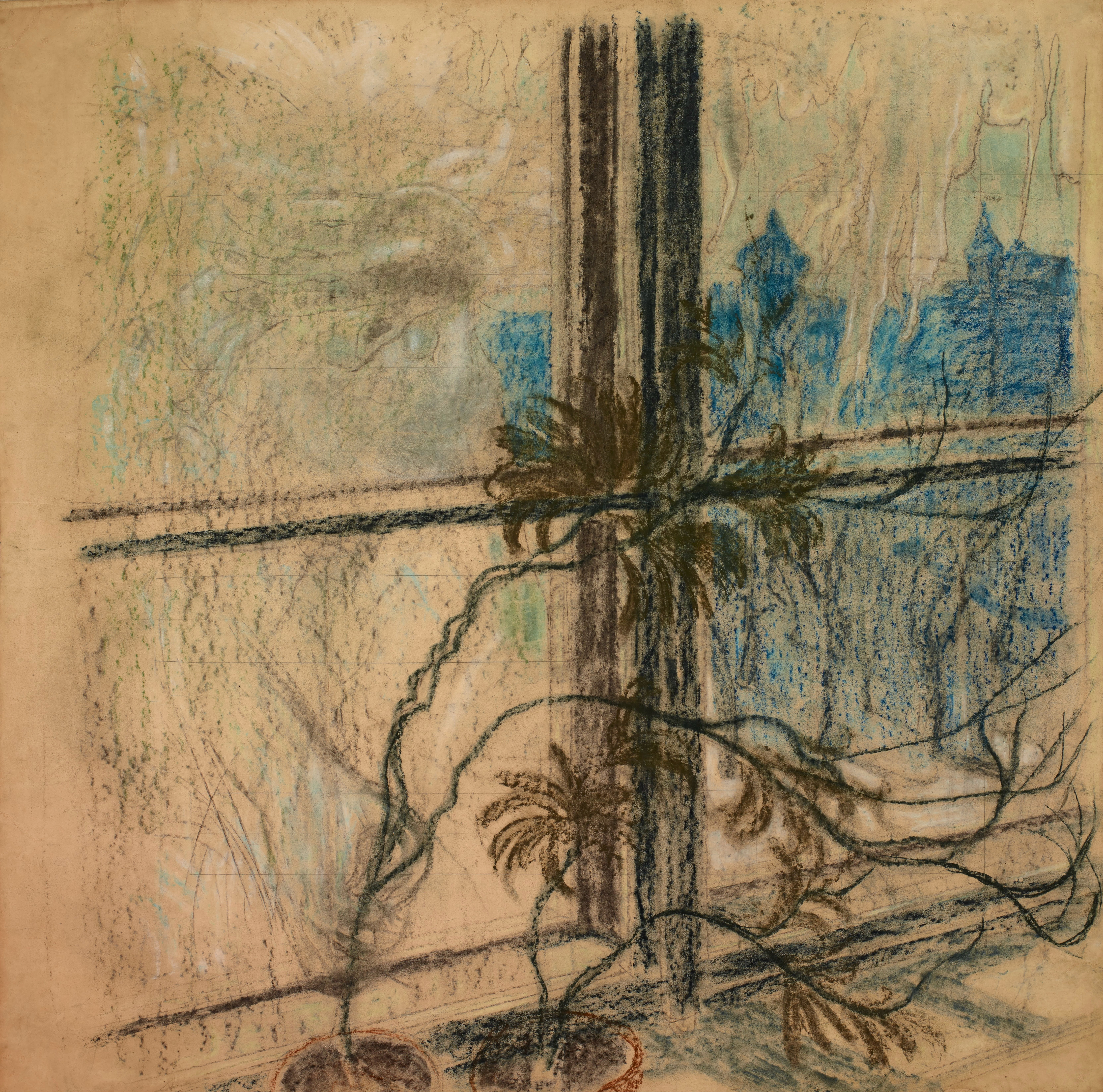
Vue sur les remparts du château du Wawel.
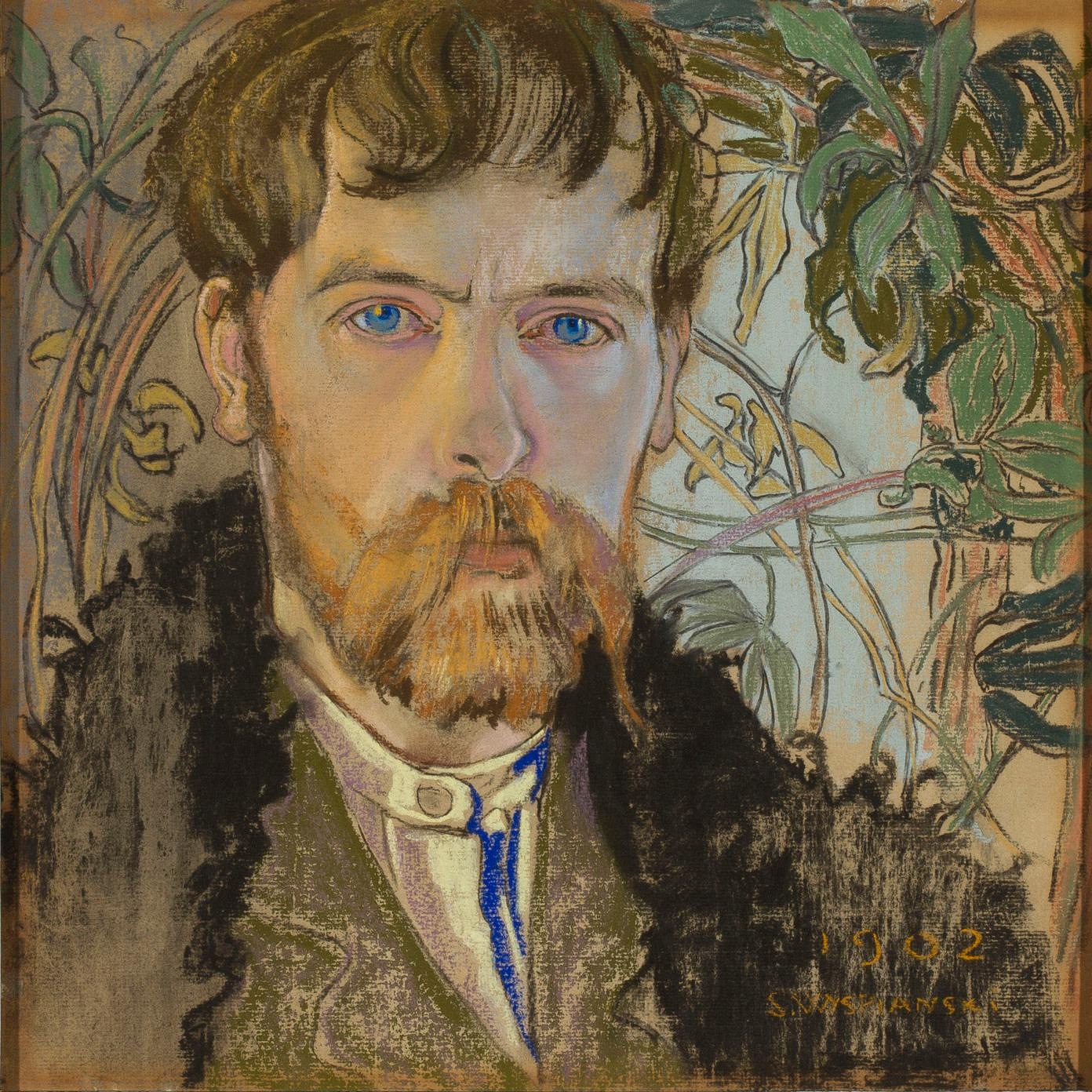
Autoportrait.
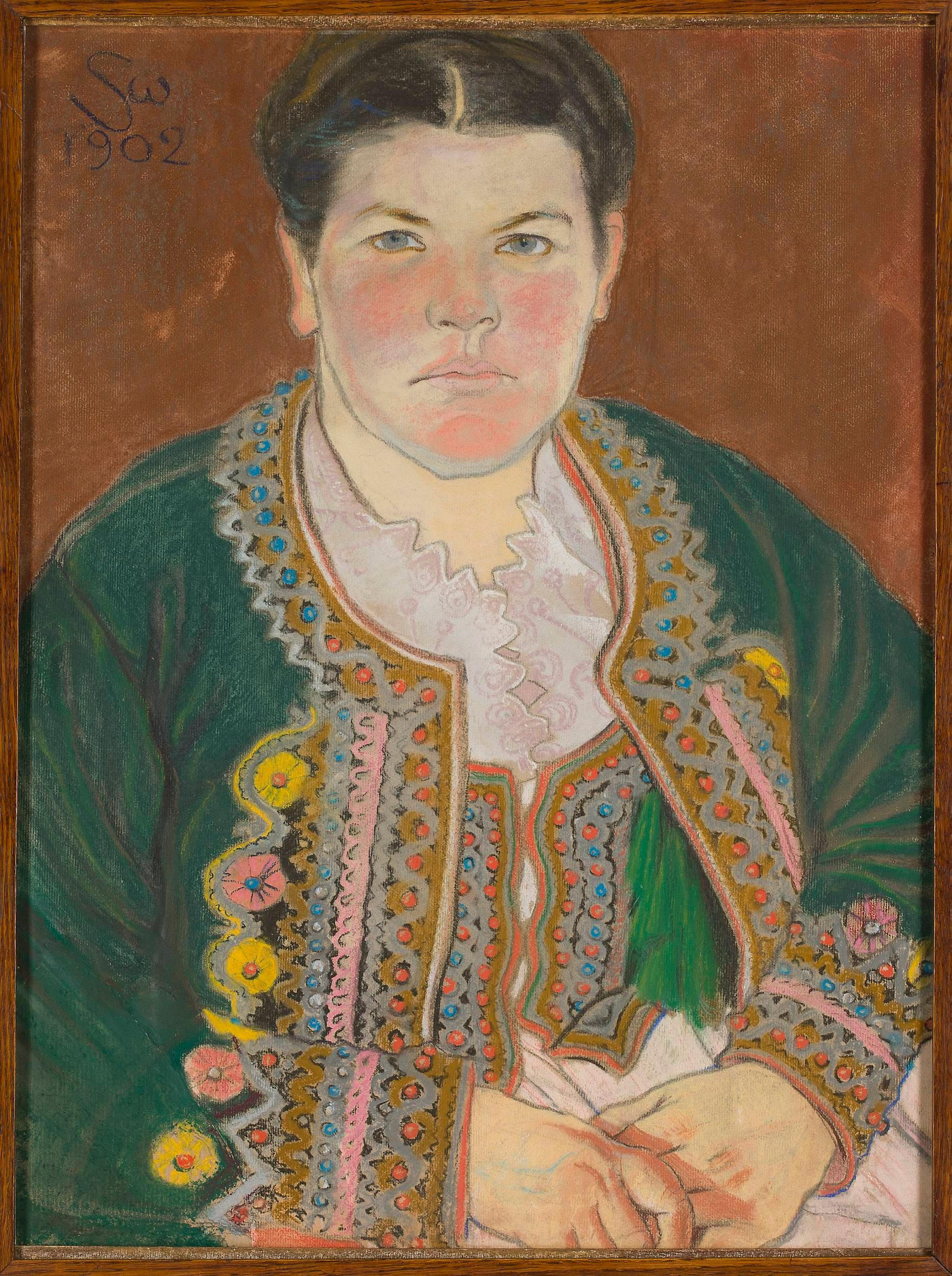
La femme de l'artiste.
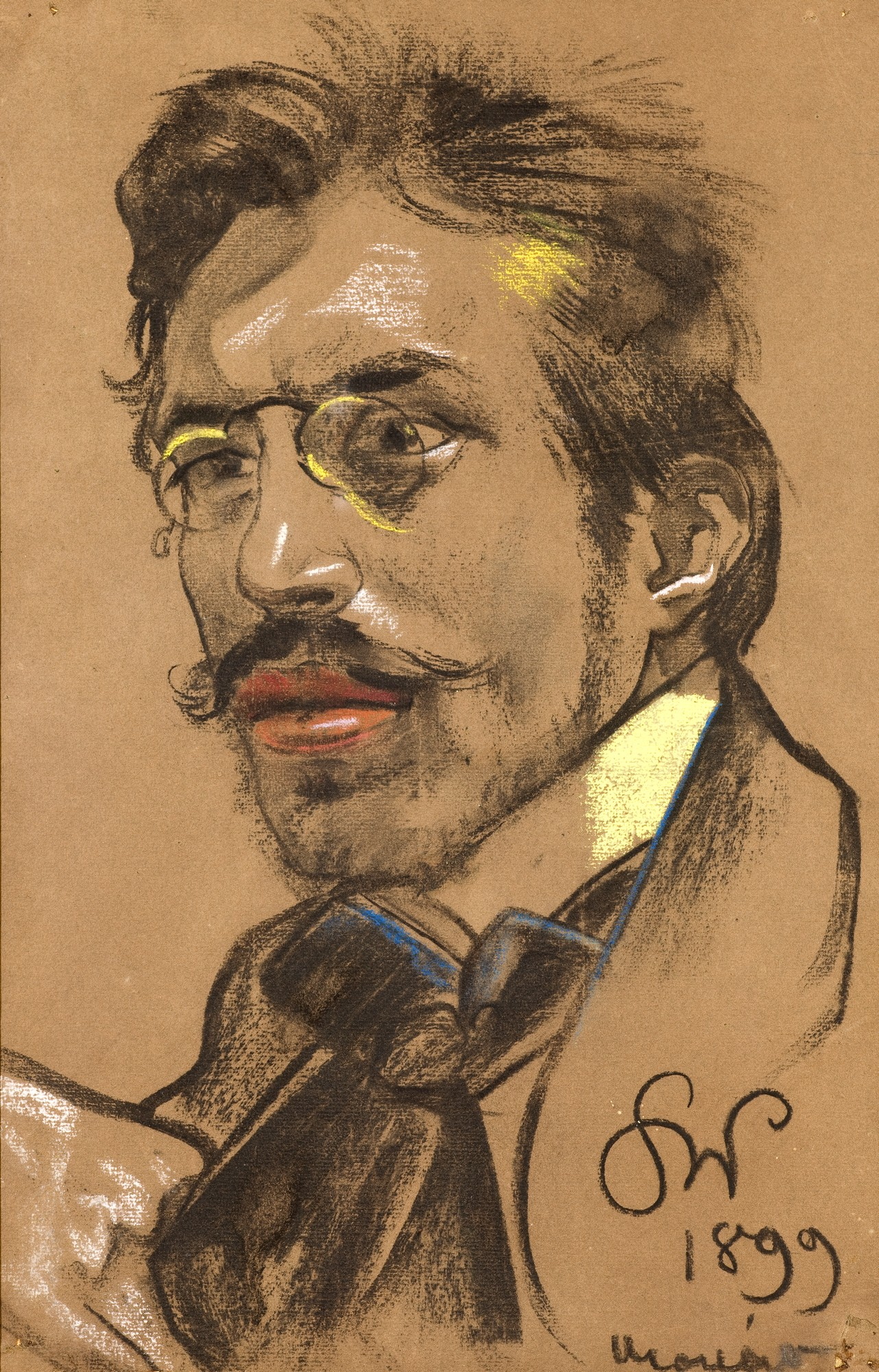
Jerzy Żuławski.
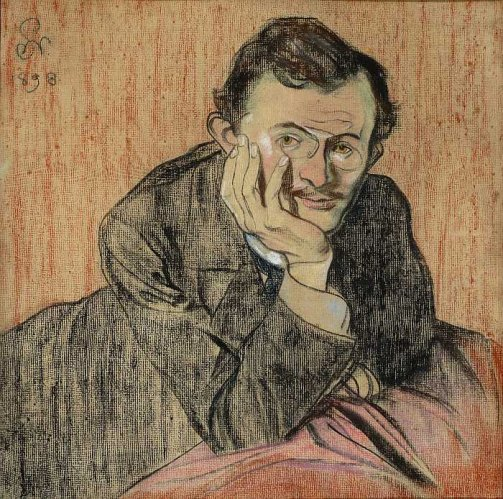
Lucjan Rydel.
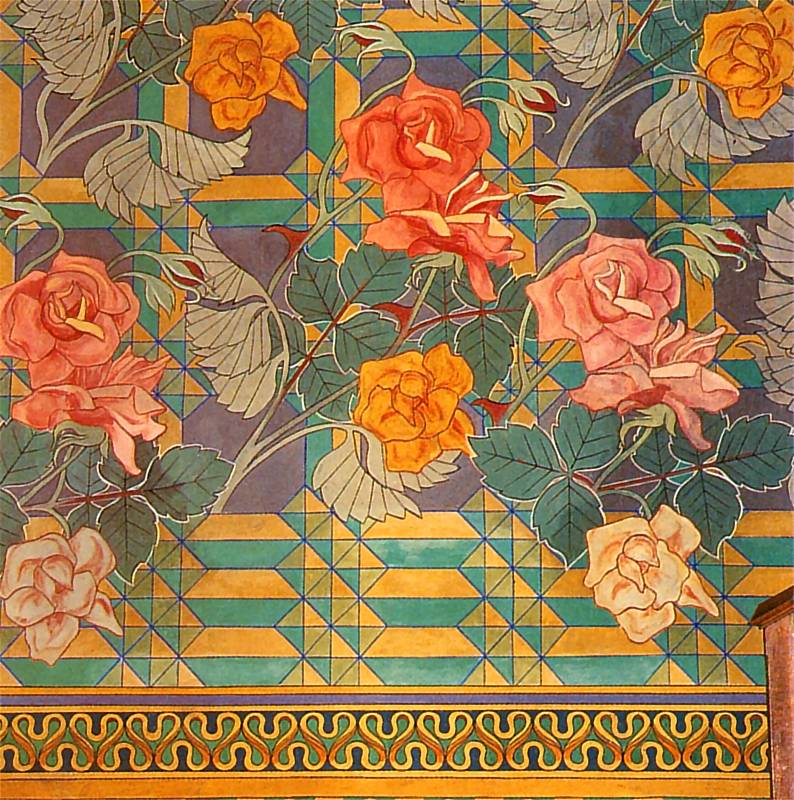
Dessin pour une fresque de l'église franciscaine de Cracovie, 1895.
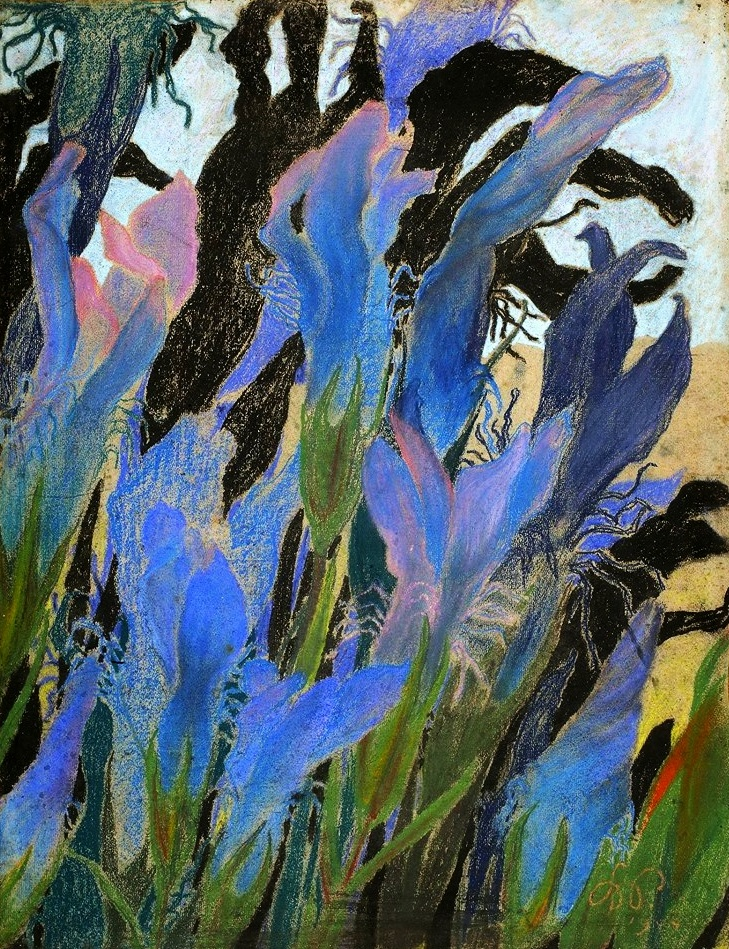
Iris.
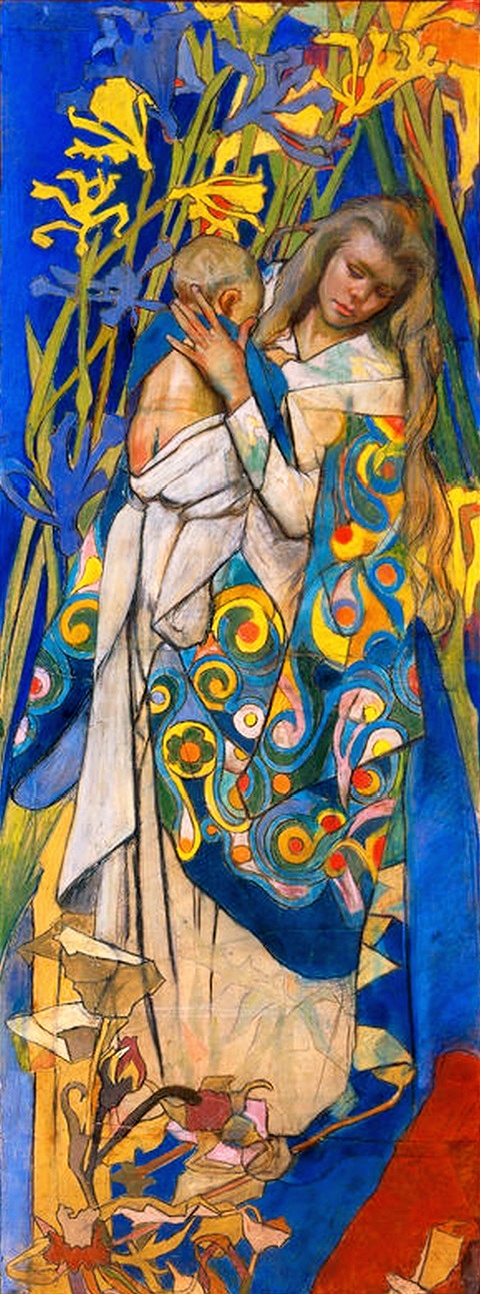
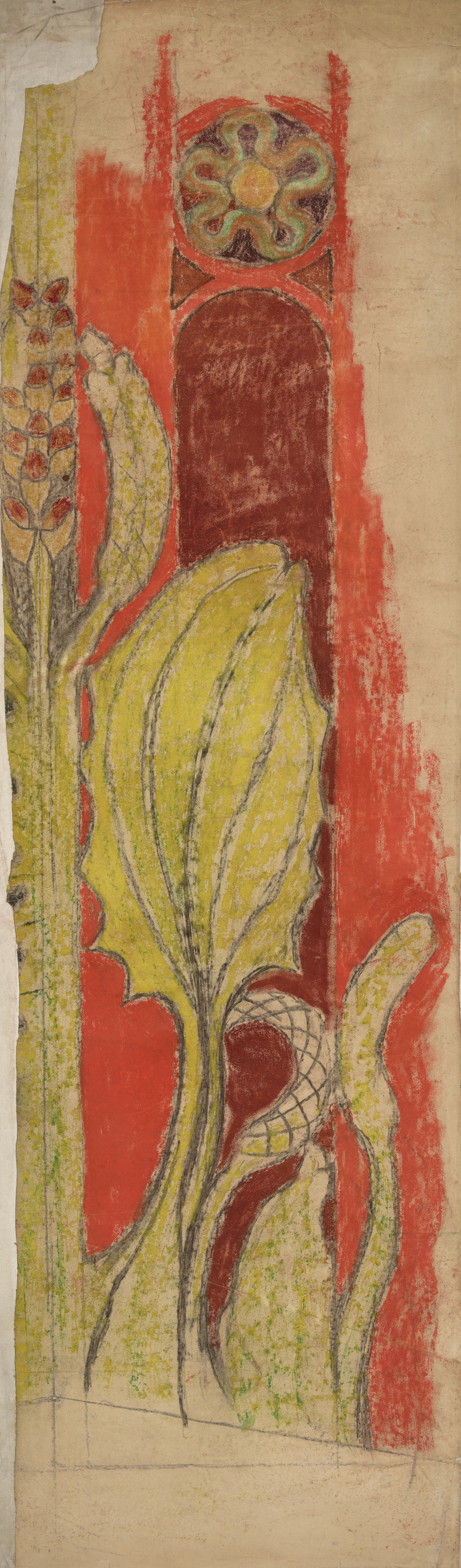
Grand plantain (Plantago major).